# Коган, Павел Леонидович
Па́вел Леони́дович Ко́ган (род. 6 июня 1952, Москва, СССР) — советский и российский скрипач и дирижёр. Народный артист Российской Федерации (1994). Лауреат Государственной премии Российской Федерации (1997).
Художественный руководитель и главный дирижёр Московского государственного академического симфонического оркестра (1989—2022).

## Биография
Павел Коган родился в музыкальной еврейской семье, его родители — скрипачи Леонид Коган и Елизавета Гилельс, дядя — пианист Эмиль Гилельс. С самого раннего возраста творческое становление Когана шло по двум направлениям, скрипичному и дирижёрскому. Он получил специальное разрешение на одновременное обучение в Московской консерватории по обеим специальностям, что в Советском Союзе было редкостью.
В 1970 году восемнадцатилетний Павел Коган, студент Ю. Янкелевича по классу скрипки, завоевал Первую премию на Международном конкурсе скрипачей им. Сибелиуса в Хельсинки и с этого момента стал активно концертировать на Родине и за рубежом. В 2010 году коллегии судей было поручено выбрать лучшего из победителей состязания за всю историю его проведения для газеты «Хельсингин Саномат», и по единогласному решению жюри им стал Павел Коган.
Дирижёрский дебют Когана, ученика И. Мусина и Л. Гинзбурга, состоялся в 1972 году с Государственным Академическим Симфоническим Оркестром СССР. В последующие годы он выступал с главными советскими оркестрами и в стране и в концертных турне за её пределами по приглашению таких мастеров, как Е. Мравинский, К. Кондрашин, Е. Светланов, В. Дударова, Г. Рождественский.
Большой Театр открыл сезон 1988—1989 гг. оперой Верди «Травиата» в постановке Павла Когана, и в том же году он возглавил Загребский Филармонический Оркестр.
С 1989 по апрель 2022 года Коган являлся художественным руководителем и главным дирижёром Московского государственного академического симфонического оркестра (МГАСО). С 1998 по 2005 гг., одновременно с работой в МГАСО, Павел Коган занимал пост Главного приглашённого дирижёра в Симфоническом оркестре штата Юта (США, Солт-Лейк-Сити).
С самого начала своей карьеры и по сегодняшний день он выступает на всех пяти континентах с лучшими оркестрами, в числе которых Заслуженный коллектив России Академический симфонический оркестр Санкт-Петербургской филармонии, Филадельфийский симфонический оркестр, симфонические оркестры филармоний Мюнхена, Хельсинки, Люксембурга и Лос-Анджелеса, Оркестр Баварского радио, Национальный оркестр Бельгии, Оркестр Радио и Телевидения Испании, Симфонический оркестр Торонто, Штаатскапелла Дрездена, Филармонический оркестр Буэнос-Айреса, Оркестр Романской Швейцарии, Национальный оркестр Франции, Симфонический оркестр Хьюстона, Национальный оркестр Капитолия Тулузы.
Многочисленные записи осуществлены Павлом Коганом с МГАСО и другими коллективами. Рахманиновский цикл в интерпретации Когана (Симфонии 1, 2, 3, «Остров мертвых», «Вокализ» и «Скерцо») журнал «Gramophone» назвал «…пленительным, истинным Рахманиновым…живым, трепетным и захватывающим».
За исполнение всех симфоний и вокально-симфонических произведений Малера Маэстро был удостоен Государственной премии России. Он является Народным артистом России, действительным членом Российской академии искусств, кавалером Ордена «За заслуги перед Отечеством», кавалером Ордена Искусств и литературы, и других российских и международных наград.
Утверждается, что в 2011 году имя Когана вошло в список 10 величайших дирижёров XX века, составленный авторитетным британским телеканалом Classical TV.

## Политическая позиция
6 февраля 2012 года был официально зарегистрирован как доверенное лицо кандидата в Президенты РФ и действующего премьер-министра Владимира Путина.
Художественный руководитель и главный дирижер Московского государственного академического симфонического оркестра (МГАСО) Павел Коган решил покинуть должность. Об этом «Интерфаксу» сообщили в пресс-службе Минкультуры 25 апреля 2022года. Министерство получило заявление Когана об увольнении по собственному желанию. Все концерты, запланированные с 24 февраля 2022 г. — первого дня войны на Украине, — Коган отменил ранее, уточнили в ведомстве.

## Награды и звания
- Международный конкурс скрипачей имени Сибелиуса (первая премия) (1970 год, Финляндия)
- Заслуженный артист РСФСР (1987 год)
- Народный артист Российской Федерации (11 апреля 1994 года) — за большие заслуги в области музыкального искусства[5].
- Государственная премия Российской Федерации в области литературы и искусства 1996 года (29 мая 1997 года) — за концертные программы Московского государственного академического симфонического оркестра[6]
- Офицер ордена Великого князя Литовского Гядиминаса (2002 год, Литва)
- Орден Дружбы (30 сентября 2002) — за многолетнюю плодотворную деятельность в области культуры и искусства[7]
- Орден «За заслуги перед Отечеством» IV степени (10 октября 2007) — за большой вклад в развитие отечественной музыкальной культуры и многолетнюю творческую деятельность[8]
- Орден «За заслуги перед Отечеством» III степени (8 августа 2012 года) — за большой вклад в развитие отечественного музыкального искусства и многолетнюю творческую деятельность[9]
- Орден святого благоверного князя Даниила Московского III степени (2012 год, РПЦ)
- Кавалер ордена Искусств и литературы (2014 год, Франция)
- Орден Почёта (3 мая 2018 года) — за большой вклад в развитие отечественной культуры и искусства, многолетнюю плодотворную деятельность[10].